# Свеський насосний завод
Свеський насосний завод — промислове підприємство у селищі міського типу Свеса Ямпільського району (з 2020 року — Шосткинського району) Сумської області.

## Історія
1858 року поміщик, титулярний радник Микола Неплюєв побудував на хуторі Свеса Глухівського повіту Чернігівської губернії ливарно-механічний завод, на якому вироблявся сільгосподарський інструмент та ремонтувалося обладнання для підприємств цукрової, олійної та винокурної промисловості. Спочатку працівниками підприємства були кріпаки. На початку XX століття підприємство мало назву мідно-чавуноливарний завод.
Після будівництва залізничної лінії Конотоп — Брянськ (що пройшла через Свесу) завод збільшив випуск продукції. У 1903 року для підприємства було 126 робітників, його річна продуктивність становила 78 500 рублів.
Робітники заводу брали участь у першій російській революції 1905 року.
Після початку першої світової війни завод освоїв виробництво 76,2 мм снарядів для тридюймових артилерійських гармат.

### 1918—1991 роки
На початку січня 1918 року в селі було встановлено радянську владу, рішенням Ради робітничих та селянських депутатів на механічному та цукровому заводах було встановлено робітничий контроль, а у лютому 1918 року обидва заводи були націоналізовані. Для охорони підприємств із робітників було створено загін Червоної гвардії.
У квітні 1918 року поселення окупували австро-німецькі війська (які залишалися тут до листопада 1918 року), наприкінці листопада Свесу зайняла 1-а Українська радянська дивізія РСЧА. Для досягнення підтримки більшовиків, на підприємствах було введено восьмигодинний робочий день.
З серпня до початку листопада 1919 року селище знаходилося під контролем Збройних сил Півдня України, але після закінчення бойових дій громадянської війни підприємство в ході воєнного комунізму занепало, й було відновлено з 1920 року. При механічному заводі було відкрито клуб, створено бібліотеку з книжковим фондом 400 екземплярів. У 1923 році в Свесі була відкрита школа фабрично-заводського навчання, з 1924 року розпочала підготовку робітників для механічного заводу.
До 1925 року Свеський механічний завод виготовляв лише сільгоспінвентар, але надалі підприємство було реконструйовано та освоїло виробництво складного обладнання для цукрових заводів. Обсяг виробництва з 1923 до 1925 року зріс у шість разів, а кількість робітників збільшилася зі 182 до 490 осіб. У 1926 році завод освоїв виробництво відцентрових насосів, а в 1928 році — обладнання для вугільної промисловості.
У ході індустріалізації 1930-х років на механічному заводі були побудовані нові цехи, встановлено нове обладнання, освоєно виробництво парових і гідравлічних насосів московського компресорного заводу «Борець», після чого в 1937 році підприємство було перетворено на Свеський насосний завод. У 1940 році на заводі працювало 647 працюючих.
У ході німецько-радянської війни у зв'язку з наближенням лінії фронту обладнання заводу було евакуйовано на Урал. З 2 жовтня 1941 до 3 вересня 1943 рік селище було окуповане німецькими військами. Загальний обсяг збитків селищу склав 4,6 млн рублів, насосний завод був зруйнований, але його відновлення почалося невдовзі після звільнення населеного пункту і незабаром він почав давати продукцію фронту.
Після закінчення війни завод 4 роки (до 1948 року) відновлювався. Відповідно до четвертого плану відновлення та розвитку народного господарства СРСР завод було розширено та переорієнтовано на випуск продукції цивільного призначення — насосів та хімічного обладнання. Асортимент продукції розширювався й надалі. Тільки в першому кварталі 1950 року завод освоїв виробництво трьох нових насосів для суднобудівної промисловості. Робітники заводу брали активну участь у раціоналізаторській діяльності.
1960 року в Свесі було введено в експлуатацію ТЕЦ, а завод освоїв виробництво складної хімічної апаратури. У 1963 році при заводі було відкрито філію вечірнього відділення Харківського машинобудівного технікуму.
На початку 1970-х років пройшло технічне переозброєння заводу та підприємству доручили освоїти виробництво дозувальних насосів, а також триплунжерних насосів типу ПТ та артезіанських насосів (які застосовують у контурах пожежогасіння на АЕС та річкових каналах).
1974 року за допомогою насосного заводу при школі № 2 селища Свеса було відкрито планетарій.
В середині 1970-х років основною продукцією підприємства залишалися насоси та обладнання для підприємств хімічної промисловості.
У 1979 році було введено в експлуатацію кольорово-ливарний цех потужністю 5180 тонн на рік, який мав обслуговувати нафтове та хімічне машинобудування. У 1990 році відзначили 120-річчя з часу утворення заводу.
Загалом, у період СРС завод був найбільшим підприємством селища: на його балансі знаходилися гуртожитки та інші об'єкти соціальної інфраструктури селища.

### Після 1991 року
Після проголошення незалежності України державне підприємство було перетворено на відкрите акціонерне товариство.
У травні 1992 року разом із шістьма іншими підприємствами та організаціями завод брав участь у розробці обладнання з виробництва майонезу (заводу було доручено розробити насос-дозатор для виробничої лінії). У листопаді 1993 року експорт насосів, що випускаються заводом до Росії для оплати поставок нафти та природного газу був звільнений від податку на додану вартість та експортних мит.
В умовах економічної кризи та розриву господарських зв'язків у 1990-ті роки становище заводу погіршилося.
У 2006 році керівництво Свеського насосного заводу відмовилося опалювати селище, після чого було розпочато термінові роботи з переведення житлового фонду селища Свесса (2158 квартир) на індивідуальне опалення, а об'єктів соцкультпобуту — на автономне.
Економічна криза, що почалася в 2008 році, ускладнила становище заводу, 2008 рік він завершив зі збитком у розмірі 4,735 млн. гривень, але до кінця жовтня 2009 року становище підприємства стабілізувалося.
До кінця 2010 року кількість робітників було скорочено до 740 осіб. У 2010 році завод збільшив чистий дохід на 54,8 % (до 38,53 млн гривень) і скоротив чистий збиток у сім разів — до 2 тисяч гривень, вийшовши на рівень беззбитковості. Наприкінці грудня 2010 року продукція заводу продавалася на внутрішньому ринку та поставлялася на експорт до Росії, Казахстану, Туркменії, Азербайджану.
2011 рік завод завершив зі збитками 4,1 млн гривень.
Після початку навесні 2014 року війни на сході України завод припинив постачання продукції до країни-агресора. Внаслідок відсутності збуту становище машинобудівних підприємств Сумської області (у тому числі Свеського насосного заводу, 68 % експорту якого припадало на Росію) ускладнилося, а обсяги їх виробництва зменшилися.
21 квітня 2017 року завод був реорганізований у закрите акціонерне товариство.

## Сучасний стан
Завод виробляє насоси об'ємного класу, металовиробу та лиття із сірого чавуну, вуглецевої сталі, алюмінію, латуні та бронзи.
Свеський насосний завод у 2017—2018 роках постачав товари дилерам, які співпрацювали з підприємствами оборонно-промислового комплексу РФ.
Господарський суд Сумської області на початку 2024 року відкрив провадження про банкрутство ПрАТ "Свеський насосний завод", що належить Альоні Лебедєвій. Його власниця – донька колишнього міністра оборони Павла Лебедєва, вона з 2022 року перебуває в розшуку.